# Santo adorante l'Eucaristia
Santo adorante l'Eucaristia, noto anche come Santo in estasi, è un dipinto di Francesco Guardi, eseguito con la tecnica dell'olio su tela.
L'opera, realizzata intorno al 1740, si trova esposta nel Museo Nazionale di Trento, dopo essere stata a lungo custodita nel castello di Thun. Sul retro del dipinto è leggibile la firma autografa del pittore, “Fran.co Guardi Fec.”.
L'identità del santo, accanto al quale appare un angelo reggente un cartiglio, non è stata ancora accertata.